# Арчо
Арчо (карат. Арчи) — село в Ахвахском районе Дагестана. Образует сельское поселение село Арчо как единственный населённый пункт в его составе.

## География
Село расположено в 3 км к западу от районного центра — села Карата.

## Население
| 1869 | 1888 | 1895 | 1926 | 1939 | 1959 | 1970 |
| ---- | ---- | ---- | ---- | ---- | ---- | ---- |
| 222  | ↗326 | ↘300 | ↗406 | ↗524 | ↗554 | ↘512 |
| 1989 | 2002 | 2010 | 2012 | 2013 | 2014 | 2015 |
| ↘186 | ↘170 | ↗347 | ↘343 | ↘336 | ↗343 | ↗356 |
| 2016 | 2017 | 2018 | 2019 | 2020 | 2021 | 2023 |
| ↗359 | ↘355 | ↗357 | ↘354 | ↘351 | ↘289 | ↘286 |
| 2024 | 2025 |      |      |      |      |      |
| ↗288 | ↗290 |      |      |      |      |      |

Арчо - одно из каратинских сел в Ахвахском районе.

## История
Первые сведения о селении Арчо относятся к VI—V веку до нашей эры. К югу от селения, недалеко от горы Берак, были найдены бронзовые фигурки и другие находки VI—V веков до нашей эры. Примечательно, что это самые древние находки на территории Ахвахского района.
В 1937—1938 г. вершина горы Берак (в 3-х км к югу от сел. Арчо) была обследована археологом А. Н. Кругловым. В результате раскопок здесь были найдены бронзовые статуэтки людей и животных А. Круглов хронологически относит их к середине 1-го тысячелетия до н. э. Статуэтки, обнаруженные на Северном Кавказе, у селения Арчо, исследователь высказал мнение об изготовлении их на месте, в горах. Он пишет, что «ограниченность района распространения этих фигурок по территории горного Дагестана указывает на их местное изготовление».
Других научных экспедиций и исследований в этом районе селения Арчо не проводились, хотя найденные предметы представляли научный интерес. По этим данным можно предположить, что расселение людей на горной части Дагестана происходило еще в эпоху каменного века.
Эти предположения подтверждаются многими находками в горном Дагестане, относящимися к каменному веку. Исходя из этих данных, можно с уверенностью сказать, что селение Арчо является одним из древнейших поселений в высокогорном Дагестане.
Центр сельского общества (в XIX в.). Центр сельсовета с 1921 года. До 1937 года входило в состав Ботлихского района.

## Достопримечательности
- Жертвенное место IV—V вв. (в 3 км к югу от с.).
- Большое склепообразное надгробье (при въезде в с.).

## Известные уроженцы
- Газимагомедов, Ризван Казимович — Заместитель Председателя Правительства РД, доктор экономически наук, профессор. Заслуженный строитель РФ и РД.